# Technic Development Timișoara
Technic Development Timișoara este o fabrică de încălțăminte din România.
Până la începutul anului 2009, fabrica a fost deținută de producătorul italian de încălțăminte Geox.
La jumătatea anului 2008, fabrica din Timișoara avea 1.800 de angajați.